# Tatsuya Uchida
Tatsuya Uchida (jap. 内田 達也 Uchida Tatsuya; ur. 8 lutego 1992) – japoński piłkarz występujący na pozycji pomocnika. Obecnie występuje w Tokyo Verdy.

## Kariera klubowa
Od 2010 roku występował w klubach Gamba Osaka i Tokyo Verdy.